# Legacy (2000)
Legacy ist ein US-amerikanischer Dokumentarfilm von Tod Lending aus dem Jahr 2000. Der Film wurde für die Oscarverleihung 2001 als bester Dokumentarfilm für den Oscar nominiert.

## Handlung
Der Film folgt über fünf Jahre der afroamerikanischen Familie Collins ab dem Tod des vierzehnjährigen Terrell Collins durch eine Schusswaffe 1994. Die drei Generationen der Familie lebten in einem mittlerweile abgerissenen Komplex von Sozialwohnungen in Chicago. Im Laufe des dokumentierten Zeit überwinden Familienmitglieder Drogenprobleme und Arbeitslosigkeit, sind in der Bildung erfolgreich und gedenken Terrell, der ein Musterschüler mit Stipendium für eine Privatschule war. Der Film endet mit der Hochzeit von Terrells Cousine Nickcole Collins Pierre, nachdem sie einen Universitätsabschluss erreicht hat.

## Veröffentlichung
Legacy feierte 2000 Premiere beim Sundance Film Festival.

## Rezeption
Im Chicago Reader wurde geurteilt, dass Legacy mit dem Tod Terrells beginne, eines Todes wie man ihn zu oft in den Nachrichten gesehen habe. Überraschenderweise habe sein Tod die Familie zum besseren gewandelt. Legacy erinnere daran, wie viel Kraft ein Film entwickeln könne, einfach, indem jemandem am Rande der Gesellschaft eine Stimme gegeben würde. Auch wenn Lending kühl und ehrlich bei der Aufnahme der Familienmitglieder und ihrer Probleme sei, schaffe er es, eine einfache Aufnahme von Dorothy Nickcole bei deren High-School-Abschluss in ein Symbol von Stolz, Liebe und Sehnsucht zu verwandeln.

## Nominierungen und Auszeichnungen
2000
- Chicago International Film Festival: Silberner Hugo bei den Dokumentarfilmen[3]

2001
- Oscars Nominierung als bester Dokumentarfilm[4]